# Iglesia de Girolamini

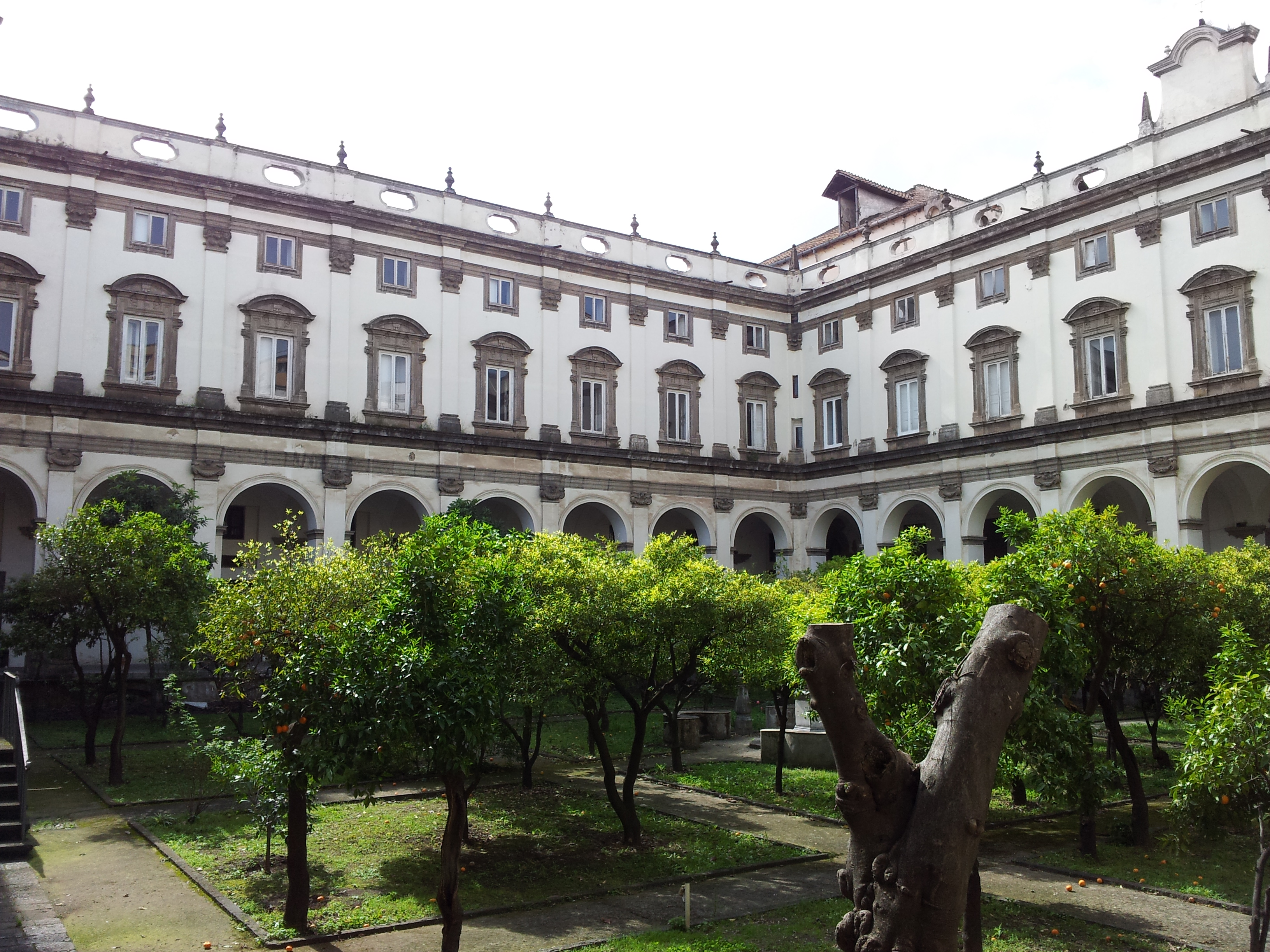
El Chiostro degli Aranci del está lleno de naranjos que le han dado su designación informal.

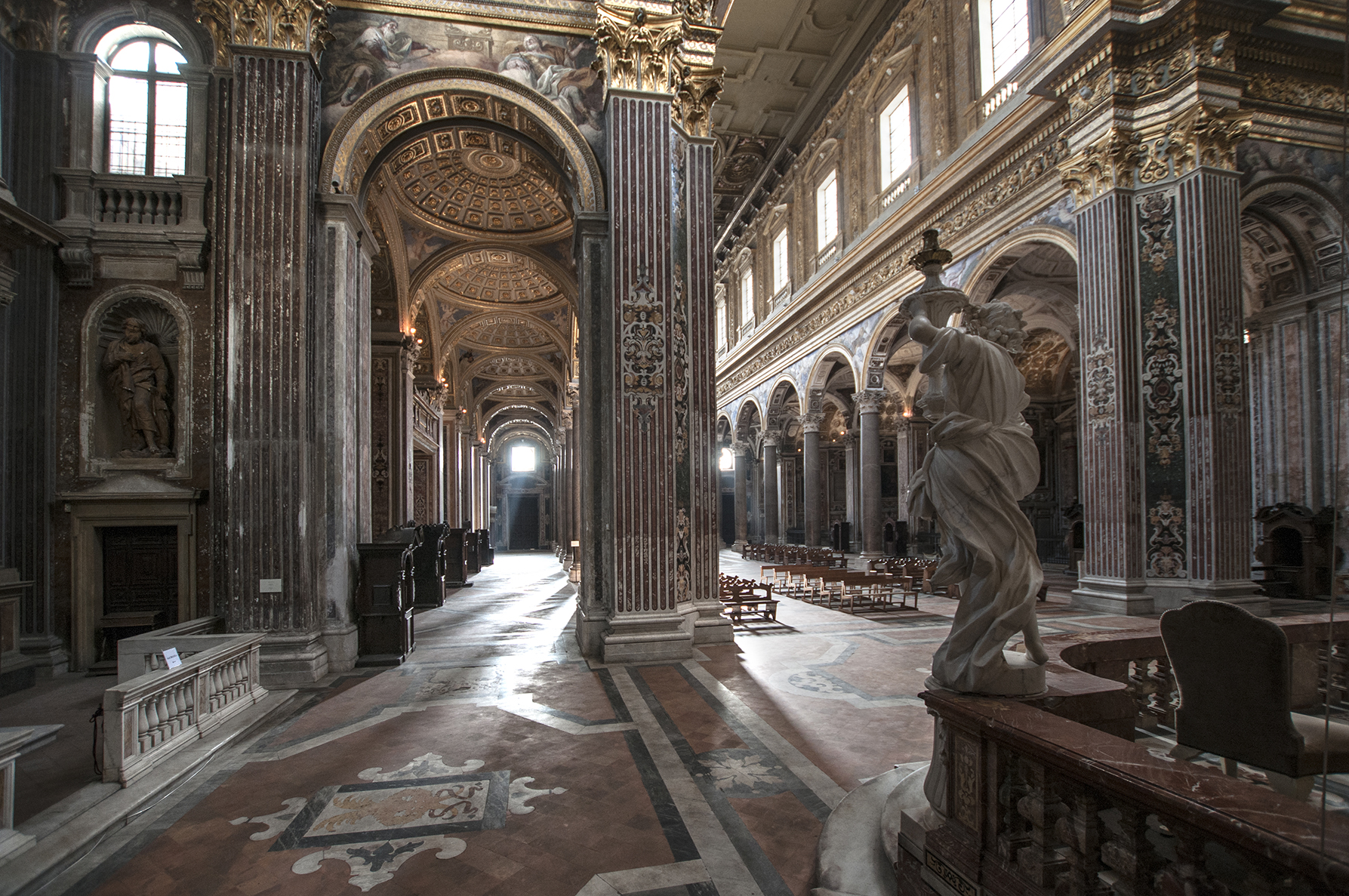
Interior

La Iglesia de Girolamini o Gerolamini es un complejo eclesiástico en Nápoles, Italia. Se encuentra justo enfrente de la Catedral de Nápoles en la Via Duomo. La fachada está al otro lado de la plaza y la calle homónimas ( Via Tribunali ) de Santa Maria della Colonna. Está a una cuadra al oeste de Via Duomo.

## Historia
La iglesia se construyó en el lugar de un edificio anterior, el palacio Seripando, que se compró en 1586 con 5500 ducados para los sacerdotes de la Congregación del Oratorio de San Felipe Neri. El arzobispo Mario Carafa, había solicitado discípulos a la orden, y recibió al futuro cardenal Francesco Tarugi. Una vez demolido el palacio, la construcción se inició en 1592 a cargo del arquitecto florentino Giovanni Antonio Dosio, con ayuda de Nencioni. Terminada en 1619, la iglesia era de un sobrio estilo renacentista florentino, con una cruz latina de tres naves sostenidas por columnatas arqueadas y con capillas laterales. Inicialmente se consagró al Nacimiento de la Virgen de y Todos los Santos (Ognisanti).
Hay dos claustros: el primero se llama "chiostro maiolicato" por sus azulejos de mayólica incrustados. A través del primero se accede a un segundo claustro, mucho más grande, del siglo XVII, que alberga la entrada a la "Quadreria" o colección de arte, que anteriormente se encontraba en la sacristía de la Iglesia, y la magnífica biblioteca de los Padres Oratorianos, la Biblioteca Girolamini, ahora gestionada por el Estado italiano. La fachada y otras reconstrucciones fueron realizadas por Ferdinando Fuga en 1780. Las estatuas de San Pedro o San Pablo de la fachada fueron esculpidas por Giuseppe Sammartino.
La Iglesia y la galería del convento contienen obras de grandes artistas. El lujoso techo dorado sufrió graves daños durante el bombardeo aéreo de febrero de 1944, pero ha sido parcialmente restaurado.
La contrafachada de la iglesia tiene una pintura de Giordano que representa a Jesús expulsando a los prestamistas del Templo. Las puertas laterales tienen frescos de Heliodoro y el Ángel y Oza morto presso l'Arca de Filippo Mazzante. La primera capilla de la derecha tiene un retablo que representa a los santos Giorgio y Pantaleone, obra del boloñés Gaetano Pandolfi; a un lado hay pinturas de Santo Domingo y el Ángel de la Guarda, obra de Francesco Fracanzano, alumno de Ribera; arriba hay una pintura de los santos Cosma y Damiano, obra de Benasca. En la segunda capilla, a la derecha, hay una pequeña Madonna della Neve, obra de un seguidor de Polidoro di Caravaggio; las pinturas de Dios y de los santos Ana y José son de Giuseppe Marulli. Francesco di Maria pintó a Santa Ana y S. Gioacchino con el Ángel. Las pinturas de la tercera capilla son de Luca Giordano. La cuarta capilla, a la derecha, tiene una Santa Agnese, obra de Cristoforo Roncalli (il Pomarancio). Giovanni Battista Vico y su esposa, Caterina Destito, tienen placas funerarias en esta capilla. La quinta capilla tiene un San Francisco de Asís de Guido Reni. Los frescos de esta capilla son de Morandi. El lienzo de la Virgen y los Apóstoles en la sexta capilla fue pintado por Paolo de Matteis, mientras que Francesco la Mura pintó los lienzos laterales.
La iglesia y el complejo toman su nombre de Girolamini del que se aplicó por primera vez a los sacerdotes del Oratorio y que se deriva de la Iglesia de San Girolamo della Carità en Roma, donde San Felipe Neri estableció por primera vez sus ejercicios religiosos.

## Sacristía
Entrando por el transepto derecho, la sacristía muestra una serie de pinturas que incluyen un San Francisco en éxtasis (1622) y Jesús se encuentra con San Juan Bautista (1622) de Guido Reni, y un San Nicolás de Bari salva a tres niños de una cuba, San Carlo Borromeo besa la mano de San Felipe Neri, San Carlos Borromeo y San Felipe Neri de Giordano. La siguiente sala tiene un fresco en el techo que representa la Gloria de San Felipe Neri, de Beinaschi.

## Biblioteca Girolamini
La Biblioteca Girolamini es la biblioteca asociada a la iglesia desde el siglo XVI. Anteriormente contenía miles de manuscritos y volúmenes impresos.

### Saqueo en 2012
En diciembre de 2013, se informó de que se había producido un saqueo sistemático de la Biblioteca Girolamini. Las imágenes mostraban estantes vacíos y mesas apiladas con papeles. El investigador principal de la Policía, el mayor Antonio Coppola, fue citado diciendo: "Nuestras investigaciones encontraron que había un verdadero sistema criminal en acción", y que "Un grupo de personas... llevó a cabo un saqueo devastador y sistemático de la biblioteca". El informe afirmaba que el profesor Tomaso Montanari, historiador del arte y académico, fue el primero en alertar a la policía de lo que estaba ocurriendo, tras haber accedido a la biblioteca junto con un estudiante a principios de 2012. El profesor declaró: "Uno de los miembros del personal de la biblioteca me llevó aparte, lejos de las cámaras de seguridad, y me dijo: '¡Profesor, el director (Marino Massimo de Caro) ha estado saqueando la biblioteca!" De Caro había sido nombrado en 2011.
De Caro fue detenido poco después de que se iniciaran las investigaciones en 2012. Las investigaciones demostraron que los delincuentes, ahora condenados, habían retirado y vendido vehículos repletos de libros, y habían esperado hasta después del horario de trabajo normal, apagando el rudimentario sistema de CCTV, para luego proceder a su saqueo.
De Caro fue condenado junto con sus cómplices a principios de 2013 y sentenciado a siete años de cárcel, aunque, debido a su cooperación, se le conmutó por arresto domiciliario. A finales de 2013 se había recuperado alrededor del 80% de los volúmenes perdidos, con la ayuda de libreros anticuarios y coleccionistas, aunque muchos objetos valiosos siguen sin aparecer.

## Galería de obras de arte en la Quadreria dei Girolamini

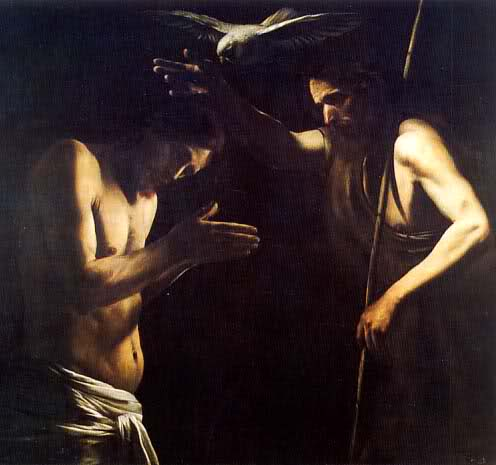
Bautismo de Cristo de Battistello Caracciolo
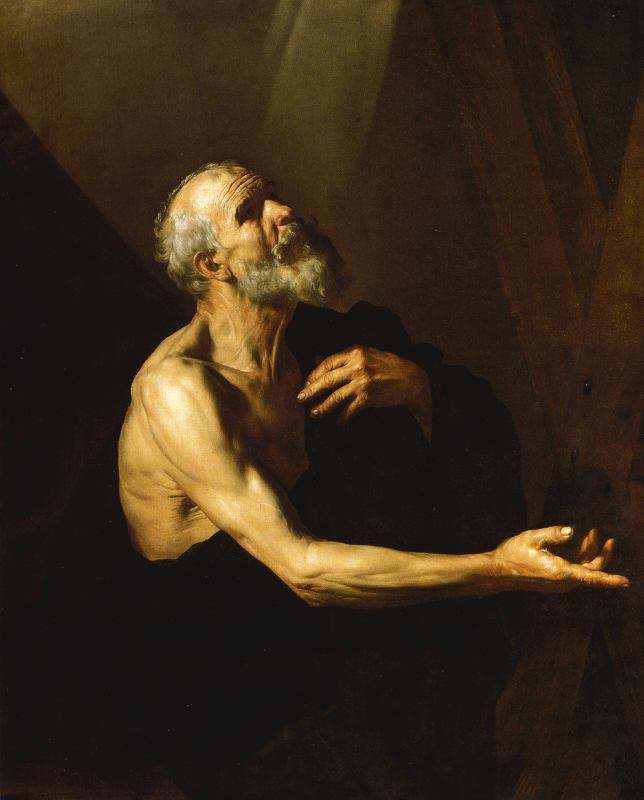
San Andrés de José Ribera
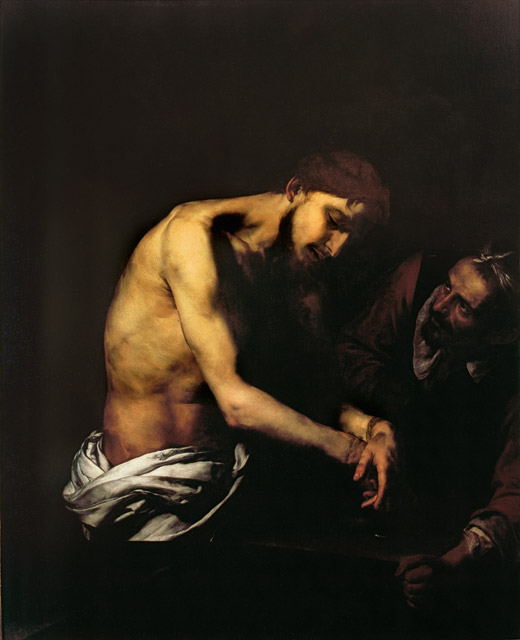
Flagelación de Cristo de Jose Ribera
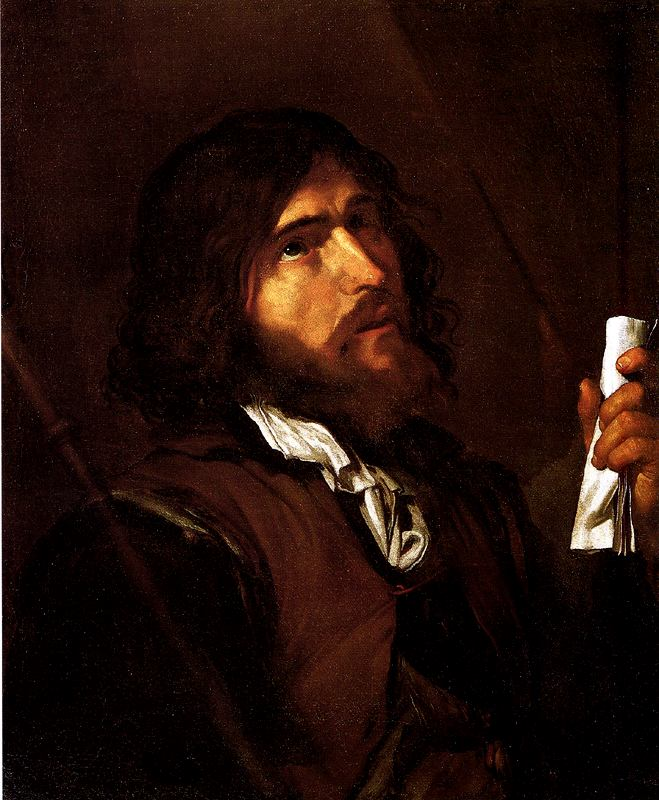
Santiago de José Ribera
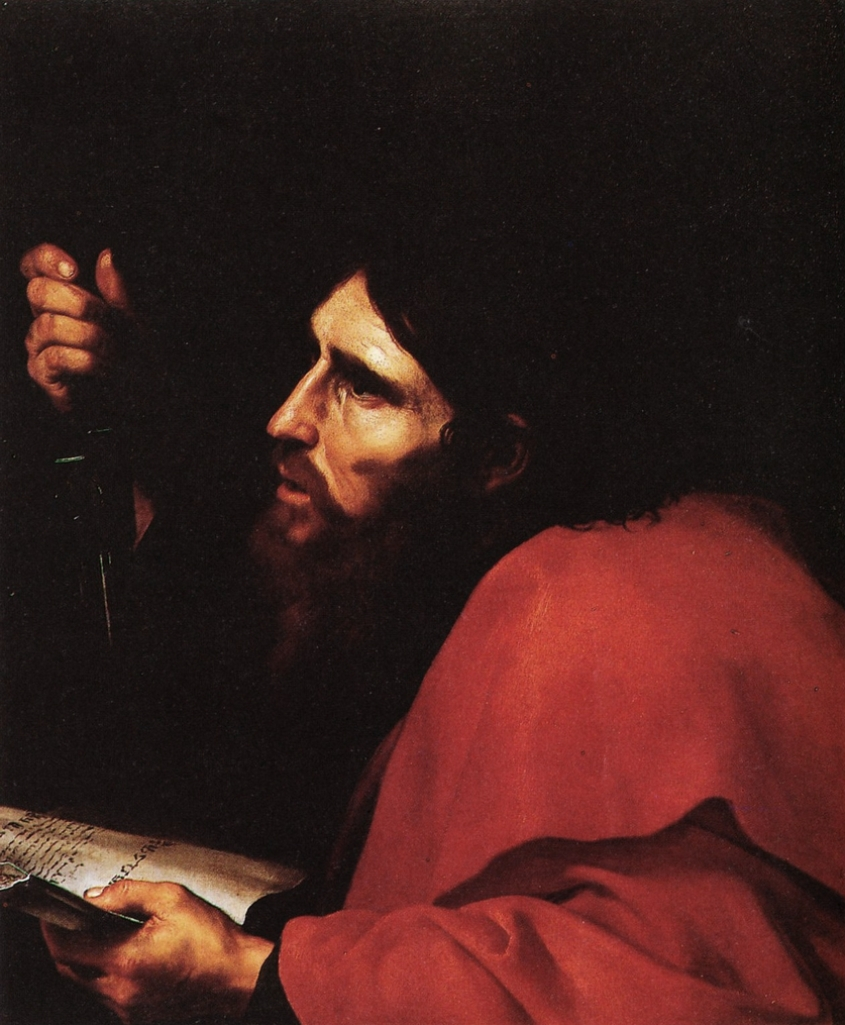
San Pablo de Jose Ribera
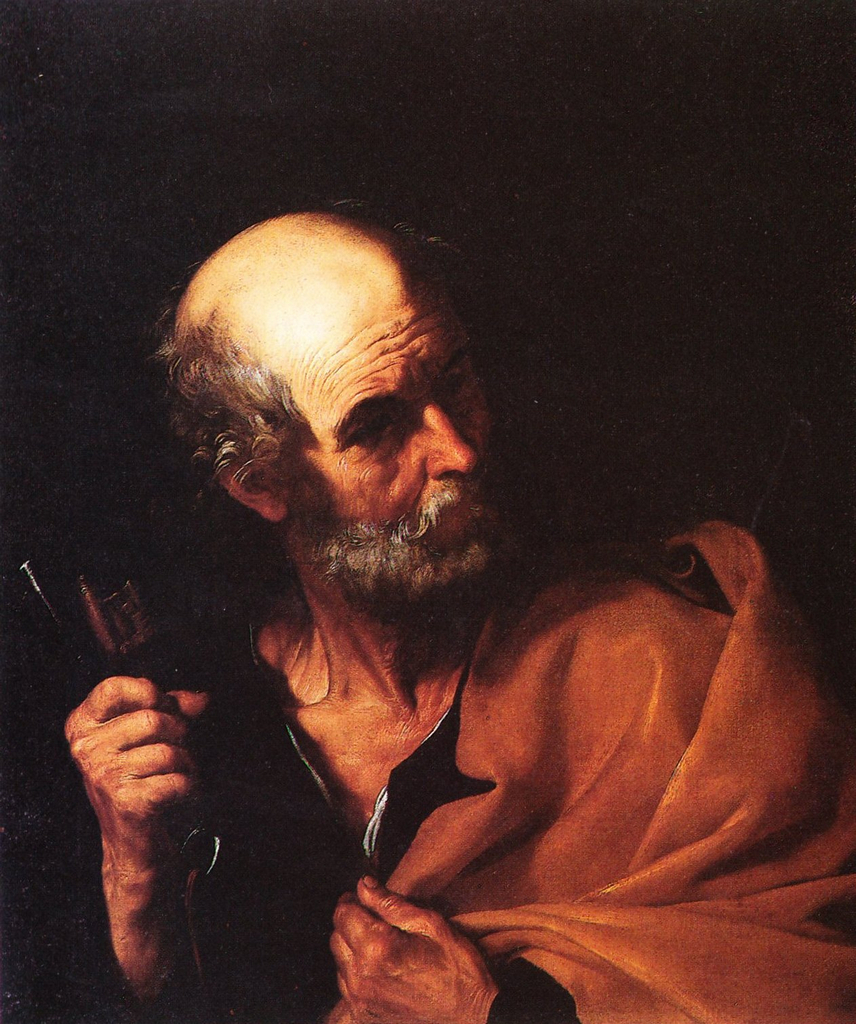
San Pedro de José Ribera
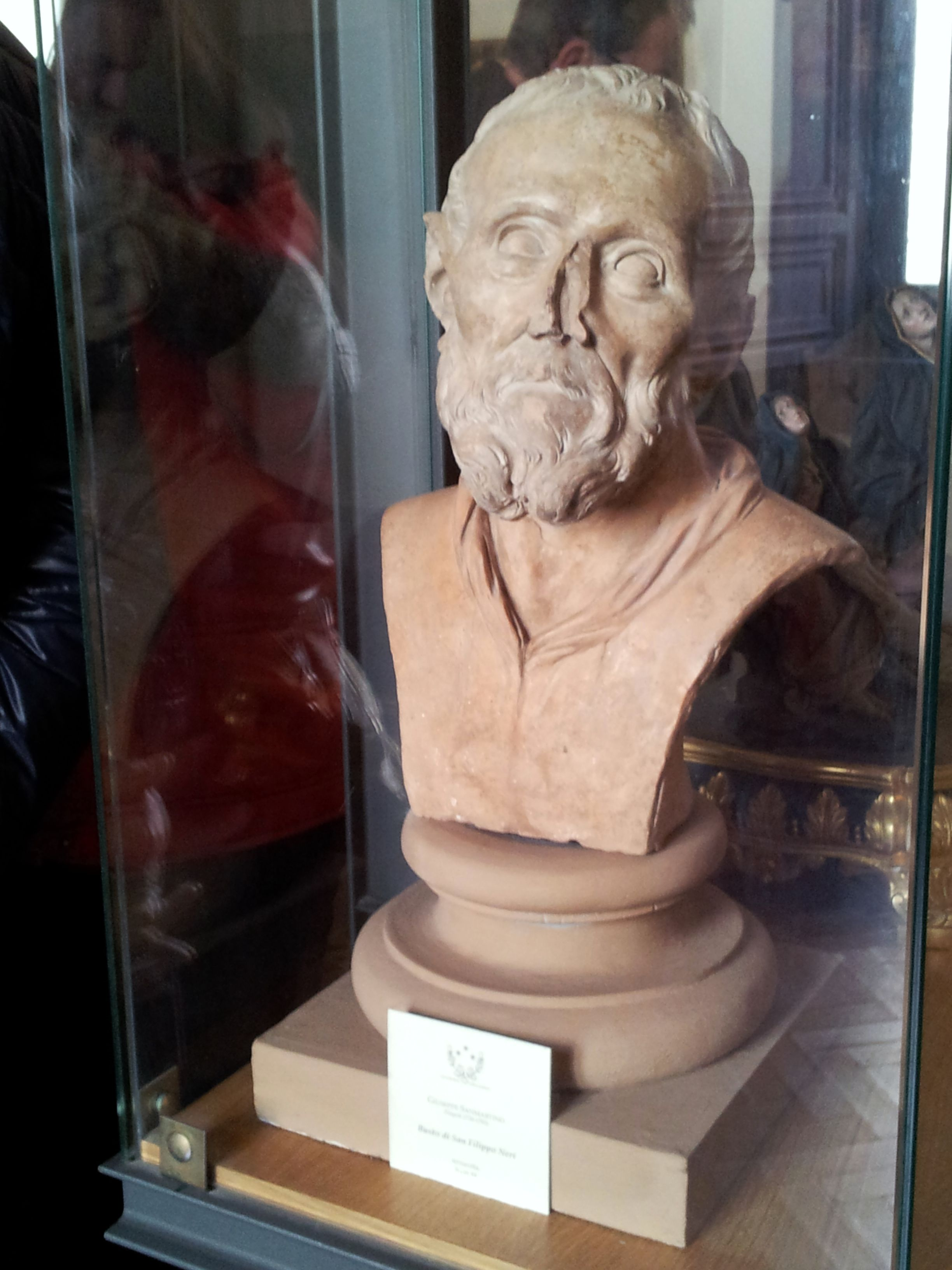
St Felipe Neri de Sammartino